# Lymantria subfusca
Lymantria subfusca är en fjärilsart som beskrevs av Schulz. 1910. Lymantria subfusca ingår i släktet Lymantria och familjen tofsspinnare. Inga underarter finns listade i Catalogue of Life.